# 夏目卓実
夏目 卓実（なつめ たくみ、1997年1月22日 - ）は、日本の俳優である。

## 来歴
千葉県出身。子役タレント事務所のクレヨン所属後、ジャズダンス・ジュエル子役芸能養成所に入所。その後、脱退。
劇団四季のミュージカル「ライオンキング」のヤングシンバ役では、出演最長記録996日を保持。これまでの944日（高畑岬が保持）を更新した。
2010年頃からはジャニーズ事務所主宰のコンサートのバックダンサー等の活動が見受けられている。
2015年には早稲田大学に入学し、同年より舞台出演に復帰している。
2019年から2020年頃までは、大手テーマパークにおけるパフォーマー、ダンサー、アクターとして活動している。

## 主な出演

### テレビドラマ
- H2〜君といた日々（2005年1月 - 3月、TBS） -　国見比呂役（幼少期）
- 超星艦隊セイザーX（2005年10月 - 2006年6月、テレビ東京）

### 舞台
- kiddy2005 Rond Rond（2005年）
- アンナ・カレーニナ（2005年-2006年、東宝芸能）- セリョージャ役
- Cat in the Red Boots（2006年- 、劇団☆新感線）- トーマ役（幼少期）
- ライオンキング（2006年11月18日-2009年8月9日、劇団四季）- ヤングシンバ役
- プリンス・オブ・デビル〜妃を探せ！（2015年9月）- ルドルフ役
- 鼓ノ音の春 （2016年2月）
- 楽園（2016年9月、劇団スイセイミュージカル）
- ミュージカル　ロイヤルホストクラブ（2016年11月）- 白鳥翼役
- a song cycle Sign（2017年3月-4月）- Man#3
- ミュージカル　マリオネット（2017年5月）- ピエール役（主演）
- a song cycle Sign Live（2017年8月）
- ミュージカル　ロイヤルホストクラブ（2017年10月）- 川端ゴロー役
- 野の花（2018年1月）- ハンス役
- ミュージカル　サイト（2018年3月）- サイボーグ役
- お月さまへようこそ（2018年4月、Artist Company 響人）
- ミュージカル　In Touch（2018年8月-9月）- アバター役
- ミュージカル　ロイヤルホストクラブ（2018年12月）- 川端ゴロー役
- ミュージカル　わだつみのこえ(2019年11月）- 石川役
- ミュージカル　あした天使になあれ(2020年5月 上演延期）- 板倉役
- 機動戦士ガンダム00-破壊による覚醒-Re:(in)novation(2020年7月 上演延期）
- PERSONA5  the Stage #2(2020年10月）
- ミュージカル　あした天使になあれ(2021年1月 上演中止）- 板倉役
- ミュージカル　ゴヤ-GOYA-(2021年4月-5月）
- 音楽劇　GREAT PRETENDER グレートプリテンダー(2021年7月-8月、フジテレビ）- 枝村真人役（主演）宮田俊哉 アンダースタディ
- ミュージカル　シンデレラストーリー(2022年9月-10月、サンライズプロモーション東京、パルコ) - チュウニ役
- ミュージカル　サンキュー・ベリー・ストロベリー(2023年4月) - swing
- AfterLife(2023年7月-8月、東京グローブ座) - ヤングヒロカズ役
- ミュージカル　ウィリアムとウィリアムのウィリアムたち(2024年2月-3月)- swing

### CM
- JR西日本「ICOCA」（2004年 - 2005年）

### ビデオ／DVD
- エイベックス（2004年、集英社）ボボボーボ・ボーボボのナビゲータ
- 住友タワーマンション（2004年）
- アンナ・カレーニナ（2006年、東宝芸能）- セリョージャ役

### 企業SPツール
- 松栄不動産（2003年）
- NTTドコモ
- コダック
- 住友不動産

## 書籍

### 雑誌
- キンダーブック（フレーベル館）
- あおぞら（2004年11月号、フレーベル館）